# 野蠻遊戲
〈野蠻遊戲〉（英語：J-Game）是臺灣歌手蔡依林的歌曲，收錄於其第七張錄音室專輯《J-Game》。該歌曲由陳鎮川作詞、Jonas Nordelius、Andreas Levander及Awa Manneh作曲、王治平製作。該歌曲作為專輯單曲於2005年4月13日由新力博德曼發行。

## 背景
2005年1月23日，蔡依林透露新專輯預計同年4月發行，表示已錄製三首歌曲，包含自己參與創作的歌詞，部分作品正尋找曲子，春節前將確定。同年3月31日，媒體報導陳鎮川參與創作的〈野蠻遊戲〉將成為新專輯首波主打歌。

## 創作
該歌曲融合嘻哈、舊學派及迪斯可等音樂元素，動感節奏和朗朗上口的旋律展現蔡依林親切且堅定的態度。歌詞中「老虎」與「老鼠」象徵人們在生活中扮演的不同角色。蔡依林表示，初拿到此歌時對「老虎老鼠」的詞感到驚訝，不知如何詮釋，但細看歌詞內容可見，歌曲表達人生如同野蠻遊戲，每人在叢林中尋找生存方式，需勇敢嘗試。

## 音樂影片

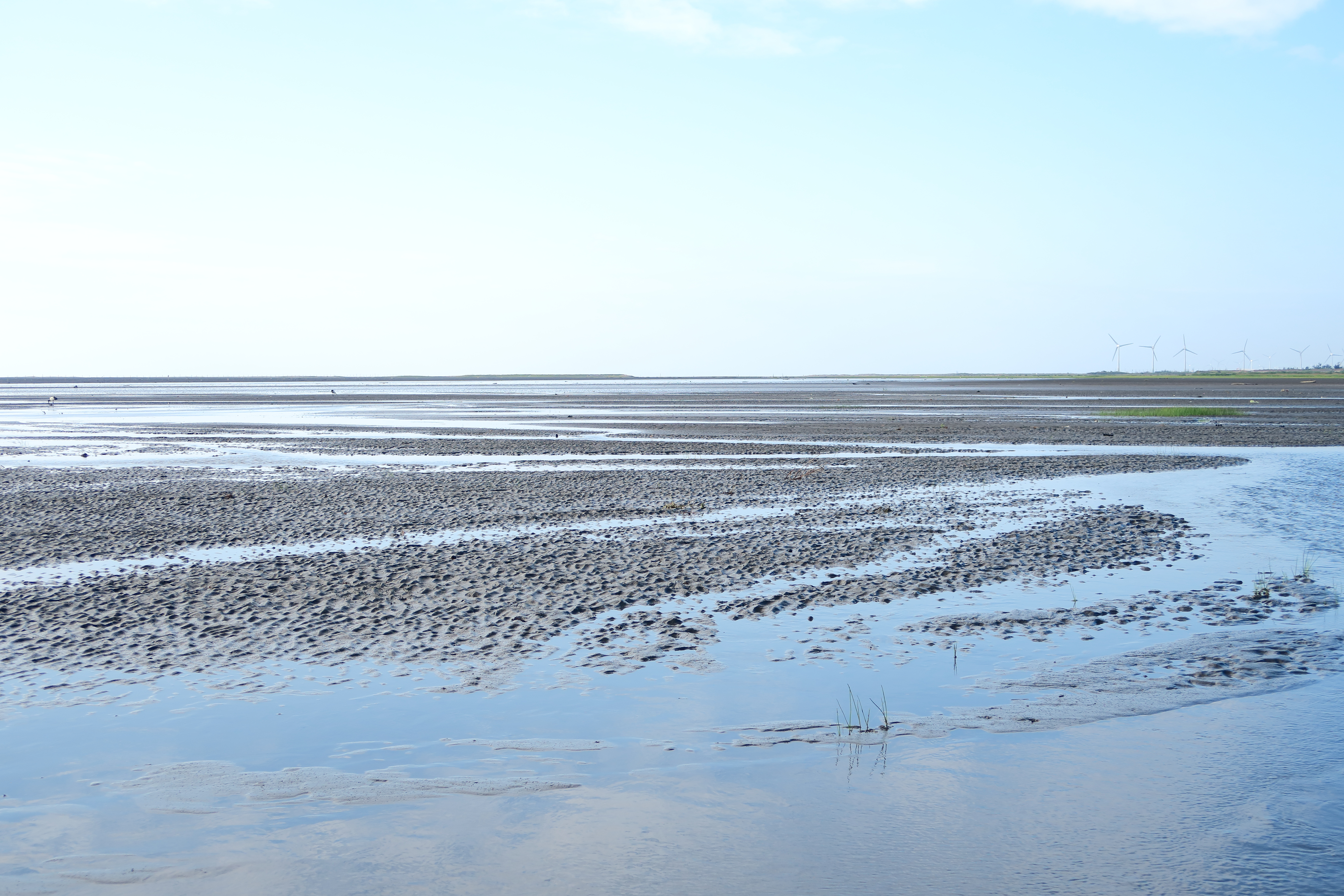
高美野生動物保護區為MV的拍攝取景地之一。

MV由賴偉康和比爾賈共同執導，拍攝經費約新臺幣150萬元，利用電腦技術製作花海動畫特效。MV中，蔡依林搭乘由法拉利設計師設計、價值約新臺幣三千萬元的直升機，在「現實世界」和「虛擬世界」間穿梭。舞蹈融合猜拳手勢，並受Gelato〈Penguin's Game〉MV中兔子舞影響。蔡依林在MV中穿著由川久保玲以芭蕾舞為靈感設計的粉紅色連衣裙。
媒體曾指出該MV涉嫌抄襲Madonna〈Love Profusion〉MV，蔡依林回應表示動畫設計源自歌詞意境，且認為動畫精緻且豐富。

## 商業表現
該歌曲獲得2005年臺灣Hit FM年度百首單曲第26名。

## 評價
《新快報》表示，該歌曲嘗試在愛和生活的冒險中探索生存方式，風格變幻多端，帶來新的舞曲元素，但作為首支主打歌，其吸引力不及〈看我72變〉和〈愛情三十六計〉。歌曲背景音樂較為喧鬧，加上蔡依林的吐字較不清晰，影響整體表現。

## 獎項
2005年8月5日，〈野蠻遊戲〉獲得2005年新城國語力頒獎禮的新城國語力歌曲及新城國語力年度歌曲大獎。同年10月30日，獲得第三屆東南勁爆音樂榜台灣地區十大金曲。2006年5月20日，獲得第三屆勁歌王年度總選十大國語金曲獎。

## 現場表演

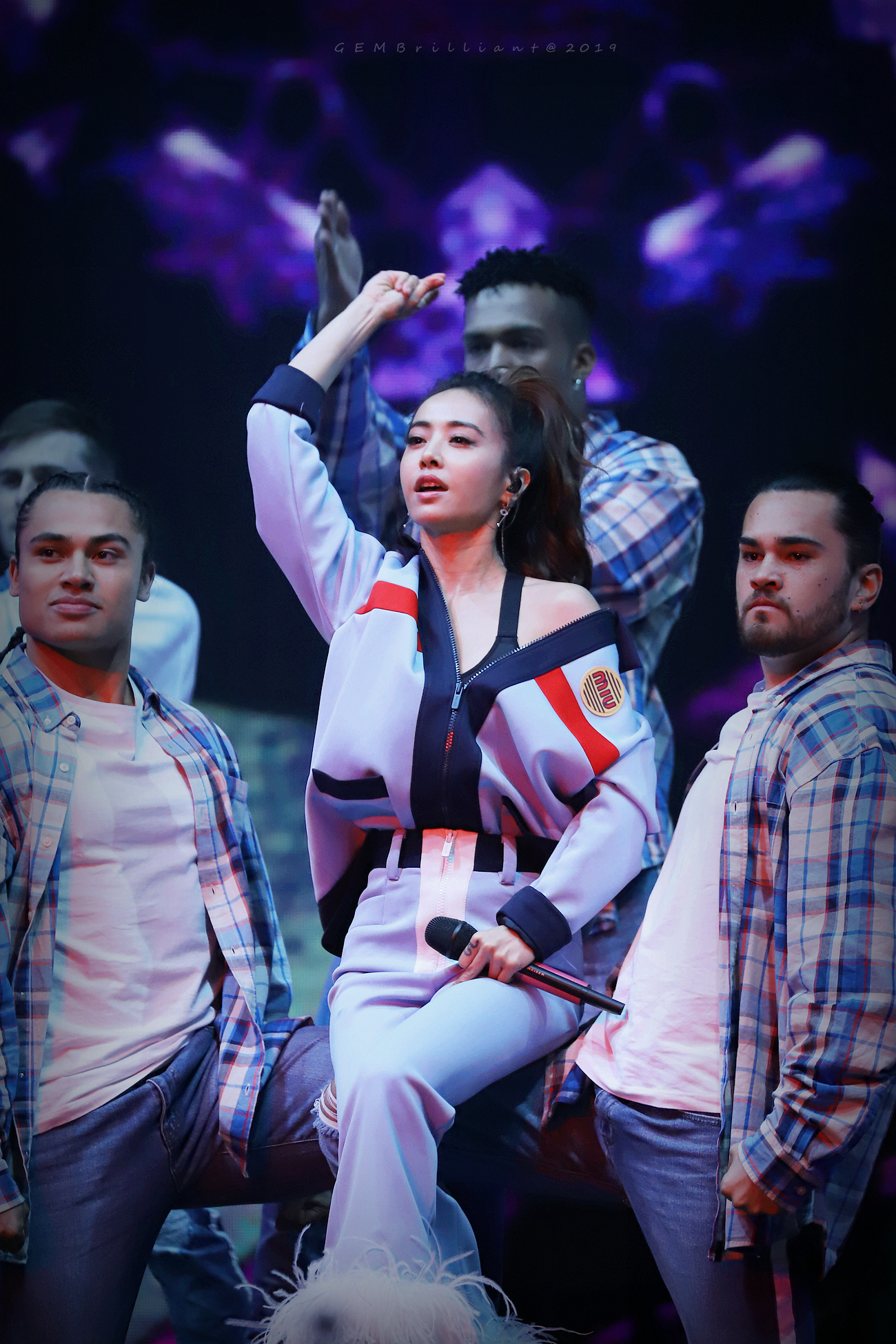
2018年12月8日，蔡依林在第12屆音樂盛典咪咕匯表演〈野蠻遊戲〉。

2005年7月24日，蔡依林參加「第七屆CCTV-MTV音樂盛典」，並演唱〈野蠻遊戲〉。同月31日，她出席翡翠台綜藝節目《勁歌金曲》，演唱該曲。同年8月5日，蔡依林在「2005年新城國語力頒獎禮」演唱〈野蠻遊戲〉。同月20日，她於「2005年台北流行音樂節」演出該曲。
同年9月3日，蔡依林參加「第五屆全球華語歌曲排行榜頒獎典禮」，並演唱〈野蠻遊戲〉。同年10月19日，她出席「第七屆南寧國際民歌藝術節開幕式晚會」，演唱該曲。同月25日，蔡依林參加「中國（台州）網絡音樂節『e歌無限』演唱會」，演唱〈野蠻遊戲〉。
同年12月31日，她於「2006高雄海海洋之心跨年晚會」演唱該曲。2006年1月11日，蔡依林出席「第12屆全球華語音樂榜中榜頒獎典禮」，演唱〈野蠻遊戲〉。同月21日，她參加「2006年Hito流行音樂獎頒獎典禮」，演唱該曲。同年2月22日，蔡依林錄製翡翠台綜藝節目《勁歌金曲》，演唱〈野蠻遊戲〉。

## 幕後人員
- 馬毓芬—和聲
- 范雅正—錄音師
- 陳文駿—錄音師
- 陳陸泰—錄音師
- M.E Studio—錄音室
- 楊大緯—混音師
- 楊大緯錄音工作室—混音室

## 發行歷史
| 地區 | 日期          | 格式     | 經銷商     |
| ---- | ------------- | -------- | ---------- |
| 臺灣 | 2005年4月13日 | 電台播放 | 新力博德曼 |